# Raimo Hietala
Raimo Kullervo Hietala (* 9. April 1946 in Rovaniemi) ist ein ehemaliger finnischer Eisschnellläufer.

## Werdegang
Hietala, der für den Lapin Lukko aus Rovaniemi startete, wurde im Jahr 1966 finnischer Juniorenmeister im Kleinen Vierkampf und lief bei der Mehrkampfeuropameisterschaft in Deventer auf den 20. Platz sowie bei der Mehrkampfweltmeisterschaft in Göteborg auf den 37. Rang im Großen Vierkampf. Bei seiner einzigen Teilnahme an Olympischen Winterspielen im Februar 1968 in Grenoble belegte er den 24. Platz über 1500 m, den 20. Rang über 10.000 m und den 17. Platz über 5000 m. In der Saison 1969/70 kam er bei der Mehrkampfeuropameisterschaft 1970 in Innsbruck auf den 16. Platz sowie bei der Mehrkampfweltmeisterschaft 1970 in Oslo auf den 31. Rang und in der Saison 1970/71 bei der Mehrkampfeuropameisterschaft 1971 in Heerenveen auf den 12. Platz sowie bei der Mehrkampfweltmeisterschaft 1971 in Göteborg auf den 14. Rang im Großen Vierkampf. Im Jahr 1973 wurde er finnischer Meister im Großen Vierkampf und nahm bei der Mehrkampfweltmeisterschaft in Deventer letztmals an einer Weltmeisterschaft teil, wobei er den 28. Platz im Großen Vierkampf errang. Sein Bruder Kalervo Hietala nahm im Eisschnelllauf an den Olympischen Winterspielen 1964 teil.

## Erfolge

### Olympische Spiele
- 1968 Grenoble: 17. Platz 5000 m, 20. Platz 10.000 m, 24. Platz 1500 m

### Mehrkampf-Weltmeisterschaften
- 1966 Göteborg: 37. Platz Großer Vierkampf
- 1970 Oslo: 31. Platz Großer Vierkampf
- 1971 Göteborg: 14. Platz Großer Vierkampf
- 1973 Deventer: 28. Platz Großer Vierkampf

### Mehrkampf-Europameisterschaften
- 1966 Deventer: 20. Platz Großer Vierkampf
- 1970 Innsbruck: 16. Platz Großer Vierkampf
- 1971 Heerenveen: 12. Platz Großer Vierkampf
- 1972 Davos: 32. Platz Großer Vierkampf

## Persönliche Bestzeiten
| Disziplin | Zeit        | Datum            | Ort        |
| --------- | ----------- | ---------------- | ---------- |
| 500 m     | 41,9 s      | 24. März 1971    | Rovaniemi  |
| 1000 m    | 1:26,6 min  | 21. Januar 1973  | Karstula   |
| 1500 m    | 2:06,1 min  | 7. Januar 1972   | Davos      |
| 3000 m    | 4:28,8 min  | 23. Februar 1971 | Hamar      |
| 5000 m    | 7:34,3 min  | 13. Februar 1971 | Göteborg   |
| 10.000 m  | 15:52,7 min | 23. Januar 1971  | Heerenveen |